# Robert Badinter
Robert Badinter (30. března 1928 Paříž – 9. února 2024) byl francouzský právník, politik a publicista, který jako ministr spravedlnosti za prezidenta Françoise Mitterranda v roce 1981 uzákonil zrušení trestu smrti v zemi. Působil také v dalších vysokých funkcích v národních i mezinárodních orgánech zabývajících se spravedlností a právním státem.
Byl spoluzakladatelem česko-francouzské Asociace Masaryk a roku 2001 obdržel od prezidenta Václava Havla Řád Tomáše Garrigua Masaryka I. třídy.

## Raný život
Narodil se v Paříži 30. března 1928 rodičům Simonovi Badinterovi a Charlotte Rosenbergové. Jeho besarabská židovská rodina emigrovala do Francie roku 1921, aby unikla tehdejším pogromům. Během druhé světové války, po nacistické okupaci Paříže, hledala jeho rodina útočiště v Lyonu. Jeho otec byl ale zajat roku 1943 v Rue Sainte-Catherine Roundup a deportován s dalšími židy do koncentračního tábora Sobibor, kde krátce nato zemřel. 
Robert Baudinter vystudoval práva na právnické fakultě pařížské univerzity. Poté odešel do USA, aby pokračoval ve studiu na Columbia University v New Yorku, kde získal magisterský titul. Ve studiích znovu pokračoval na Sorbonně až do roku 1954. V roce 1965 byl Badinter jmenován profesorem na univerzitě v Sorbonně, kde následně pokračoval jako emeritní profesor až do roku 1996. 

## Politická kariéra

### Začátky
Svou kariéru zahájil v Paříži roku 1951 jako právník ve společném díle s Henrim Torresem. V roce 1965 spolu s Jean-Denisem Bredinem založil advokátní kancelář Badinter, Bredin et partenaires (nyní Bredin Prat) kde vykonával advokacii až do roku 1981.

### Případ Bontems
Jeho postoj proti trestu smrti začal po popravě jeho klienta Rogera Bontemse ze dne 28. listopadu 1972. Ten byl souzen za to, že s Claudem Buffetem vzal během povstání ve věznici Clairvaux v roce 1971 jako rukojmí vězeňskou stráž a ošetřovatelku. Zatímco policie zaútočila na budovu, Buffet podřízl rukojmím hrdla. Ačkoli bylo během procesu zjištěno, že vrahem byl pouze Claud Buffet, porota ale odsoudila k trestu smrti oba muže. Badinter byl pobouřen nespravedlivým odsouzením k trestu smrti a poté, co byl svědkem poprav, se věnoval zrušení trestu smrti.

### Trest smrti
V souvislosti hrozícího trestu smrti souhlasil s obhajobou Patricka Henryho, který byl obžalován v lednu 1976 za unesení 8letého Philipa Bertranda. Nejprve byl vzat do vazby jako podezřelý, ale kvůli nedostatku důkazů musel být propuštěn. Mezi tím Henry poskytoval rozhovory v televizi, kde oznamoval, že ti, kteří unesli a zabili dítě, si zaslouží smrt. O několik dní později byl ale znovu zatčen, když se našla Bertrandova mrtvola ukrytá v přikrývce pod Henryovou postelí. Robert Badinter a Robert Bocquillon hájili Henryho, aby nebyl odsouzen k trestu smrti. Nakonec byl odsouzen k doživotnímu vězení a poté byl podmínečně propuštěn v roce 2001. 
Tento trest byl ve Francii nadále uplatňován při řadě případů – v letech 1976 až 1977 byli za prezidenta Valeryho Giscarda d'Estainga popraveni tři lidé, ale jeho používání se stávalo stále kontroverznějším, jak proti němu stoupaly antipatie. Zločiny související se všemi třemi popravami byly široce odsuzovány za hrubou brutalitu, mučení nebo sexuální napadení dětí nebo žen, což naznačuje, že po sporu Buffet-Bontems byla pro trest a prezidentskou milost nastavena vyšší laťka. Po téměř jednomyslném schváleném odvolání ke kasačnímu soudu, byl v březnu 1981, jen několik týdnů před zvolením prezidenta Mitterranda, potvrzen konečný rozsudek k trestu smrti Philippovi Mauriceovi za vraždu policisty.

### Ministerský mandát (1981–1986)
Když byl v roce 1981 novým prezidentem zvolen François Mitterrand, samozvaný odpůrce trestu smrti, byl Robert Badinter jmenován francouzským ministrem spravedlnosti. Mezi jeho prvními kroky bylo předložení návrhu zákona francouzskému parlamentu, který navrhuje zrušení trestu smrti za všechny zločiny, a to jak civilní tak i vojenské. Návrh zákona byl schválen Senátem po bouřlivé debatě 30. září 1981 a dne 9. října byl zákon oficiálně přijat, čímž ve Francii skončil trest smrti.
Během svého mandátu také pomohl přijmout další zákony související s reformou soudnictví, jako jsou například:
- Zrušení „juridictions d'exception“ („zvláštní soudy“), jako jsou Cour de Sûreté de l'État („soud pro státní bezpečnost“) a vojenské soudy, a to v době míru.
- Upevnění soukromých svobod (jako je snížení věku pro souhlas pro homosexuální sex, aby byl stejný jako pro heterosexuální sex)
- Zlepšení práv obětí (každý odsouzený se může odvolat k Evropské komisi pro lidská práva a Evropskému soudu pro lidská práva )
- Vývoj jiných trestů než odnětí svobody (jako jsou obecně prospěšné práce za méně závažné trestné činy). Zůstal ministrem až do 18. února 1986.

### Od roku 1986

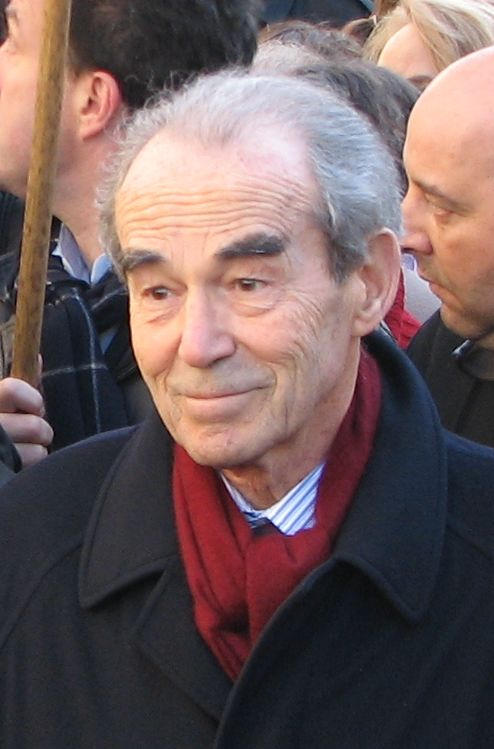
Badinter v roce 2007

Od roku 1986 do 1995 působil jako prezident francouzské ústavní rady a následně byl od 1995 do roku 2011 senátorem zastupující departement Hauts-de-Seine . 
V roce 1989 spolu se 14. dalajlamou podílel na francouzském televizním pořadu Apostrophes, které bylo věnováno lidským právům. V diskusi o zmizení tibetské kultury z Tibetu použil Badinter termín „ kulturní genocida “ a ocenil příklad tibetského nenásilného odporu.  Robert Badinter se s dalajlamou setkal vícekrát, a to zejména v roce 1998, kdy ho pozdravil jako „šampiona lidských práv“ 
Roku 1991 byl Radou ministrů Evropského společenství jmenován členem Arbitrážní komise Mírové konference o Jugoslávii. Čtyři další členové, a to všichni předsedové ústavních soudů v Evropském společenství, ho zvolili předsedou této komise. Ta poskytla jedenáct rad ohledně „závažných právních otázek“ vzniklých rozdělením SFRJ.
V letech 1995 až 2013 byl také předsedou smírčího a arbitrážního soudu pro Organizaci pro bezpečnost a spolupráci v Evropě (OBSE).
Postavil se proti připojení Turecka k Evropské unii, a to s odůvodněním, že Turecko nebude možná schopno dodržovat pravidla Unie. Byl také znepokojen s polohou státu a řekl: „Proč by Evropa měla sousedit s Gruzií, Arménií, Sýrií, Íránem, Irákem, bývalým Kavkazem, tedy nejnebezpečnějším regionem současnosti? Nic v projektu otců zakladatelů nepředpokládalo takové rozšíření, nemluvě o expanzí."
Jako předseda arbitrážní komise si získal velký respekt mezi Makedonci a dalšími etnickými skupinami v Makedonské republice, když doporučoval „aby použití názvu „Makedonie“ nemohlo znamenat žádný územní nárok vůči jinému státu“. Také podporoval plné uznání republiky roku 1992. Kvůli tomu se podílel na vypracování tzv. Ohridské dohody v Makedonské republice, která byla založena na zásadě, že návrhy týkající se etnického původu schválené národním shromážděním (a později aplikovatelné na činnost městských rad a dalších orgánů místní samosprávy) by měla podporovat většina makedonských i albánských etnických skupin. Tato menšina tvoří asi 25 % populace. Často se tomu říká „Badinterův princip“.
Když v roce 2009 papež Benedikt XVI. zrušil exkomunikaci kontroverzního anglického katolického biskupa Richarda Williamsona, jenž popíral holocaust a byl nezákonně vysvěcen na biskupa, vyjádřil zděšení nad tímto aktem. Papež ale později exkomunikaci znovu aktivoval.
V roce 2009 byl zvolen do American Philosophical Society.

### Asociace Masaryk
Společně s Otakarem Motejlem založili v roce 1990 Asociaci Masaryk s cílem obnovit a rozvíjet francouzsko-české vztahy, a to v právní a soudní oblasti. Po souhlasu obou vnuček mohla být pojmenována po Tomáši Garriguu Masarykovi, který je příkladem právního státu a ztělesňuje hodnoty, které Asociace prosazuje. K desátému výročí od založení asociace byla instalována ve velké aule hned vedle sochy slavného francouzského právníka Nicolase Berryera v pařížském Justičním paláci pamětní deska na paměť českého krále Karla IV. připomínající jeho pobyt na místním královském dvoře.

### Světový projekt spravedlnosti
Mimo jiné působil jako čestný spolupředseda projektu World Justice Project. Zde pracoval na vedení globálního, multidisciplinárního úsilí o posílení právního státu pro rozvoj komunit příležitostí a spravedlnosti. 

### Ocenění
Odmítl jakékoli čestné vyznamenání od Národního řádu Čestné legie (stejně jako jeho manželka) a Ordre National du Merite. Jako dlouholetý aktivista za zrušení trestu smrti byl Robert Badinter jmenován čestným členem Mezinárodní komise proti trestu smrti. Je držitelem zahraničních vyznamenání a řadu čestných doktorátů. V roce 2012 například obdržel čestný doktorát Univerzity Karlovy a roku 2011 obdržel Zlatou medaili MU.
- Řád Tomáše Garrigua Masaryka, I. třída, udělen 2001
- Řád 8. září, udělen 2006

## Osobní život
Badinter se oženil s filozofkou a feministickou spisovatelkou Élisabeth Bleustein-Blanchet, dcerou zakladatelem Publicis Marcela Bleustein-Blancheta.

## Shrnutí politické kariéry
- Předseda Ústavní rady Francie: 1986–1995.
- Politický kandidát
- ministr spravedlnosti: 1981–1986 (odstoupil, když byl jmenován předsedou Ústavní rady Francie).
- volební úřad:
- Senátor Hauts-de-Seine: 1995–2011. Zvolen v roce 1995, znovu zvolen v roce 2004.